# Anas hottentota
Anas hottentota е вид птица от семейство Патицови (Anatidae).

## Разпространение
Видът е разпространен в Ангола, Ботсвана, Бурунди, Джибути, Еритрея, Етиопия, Замбия, Зимбабве, Камерун, Демократична република Конго, Кения, Мадагаскар, Малави, Мозамбик, Намибия, Нигер, Нигерия, Руанда, Судан, Танзания, Уганда, Чад и Южна Африка.